# Hélder Ornelas
Hélder Mendes Abreu Ornelas (Nova Lisboa, Angola, 6 de Maio de  1974) é um atleta português, especialista em longas distâncias.

Presentemente está especializado na Maratona e o seu clube é o Maratona Clube de Portugal.
Correu a sua primeira maratona em Milão a 4 de Dezembro de 2005 e não só ganhou a prova como fez a melhor estreia portuguesa de sempre (2:10.10), ainda hoje esta marca é o seu recorde pessoal.
Participou nos Jogos Olímpicos de 2000, em Sydney e nos de 2008, em Pequim.
No corta-mato foi aos Mundiais de 1998, 1999, 2000, 2001, 2002, 2003, 2005 e 2009, a sua melhor classificação foi o 8º lugar em 2001.
Em 2012, Hélder Ornelas foi penalizado, com uma suspensão de quatro anos devido a uma violação do passaporte biológico, tornando-se no primeiro atleta da modalidade a ser penalizado ao abrigo deste programa.

## Marcas pessoais
- 1500 metros - 3:46,97 min (1996)
- 3000 metros - 7:50,02 min (2000)
- 5000 metros - 13:18,56 min (2000)
- 10000 metros - 28:01,94 min (2001)
- Meia maratona - 1:03:27 h (2005)
- Maratona - 2:10:00 h (2005)

## Vitórias
- Maratona de Milão 2005
- Maratona de Praga 2007